# Randy Zisk
« Randall Zisk » redirige ici. Pour les autres significations, voir Randall et Randy.
Randy Zisk est un réalisateur et producteur américain originaire du Texas.

## Biographie
Il a principalement travaillé à la télévision pour des séries télévisées comme Jack Killian, l'homme au micro (1988-1990), La Voix du silence (1991-1993), Loïs et Clark : Les Nouvelles Aventures de Superman (1993-1995), Monk (2002-2009), Mentalist (2011-2014) et Bones (2015-2017). Il a également réalisé un court métrage intitulé Maybe It's in the Water en 2006.
Il a été marié à l'actrice Jennifer Grant de 1993 à 1996. Par ailleurs, son frère Craig Zisk mène la même carrière que lui dans le milieu de l'audiovisuel.